# Chrysoexorista taglinoi
Chrysoexorista taglinoi är en tvåvingeart som först beskrevs av Sellers 1945.  Chrysoexorista taglinoi ingår i släktet Chrysoexorista och familjen parasitflugor. Inga underarter finns listade i Catalogue of Life.